# Fiskerlejer i Danmark
Ved fiskerlejer forstås i almindelighed helårsbebyggelser, hvis indbyggere fortrinsvis ernærer sig ved fiskeri fra bebyggelser ved den åbne strand (modsat fiskeribyer, der har en havn). Ole Mortensøn nævner, at et fiskerleje bør omfatte mindst 3 fiskerhuse for at adskille sig fra spredt enkeltbebyggelse.

## Fiskerlejernes beliggenhed
Fiskerlejer opstod for at udnytte fiskemulighederne i de kystnære områder. Fiskerlejer blev lagt på steder ved kysten med kort afstand til gode fiskepladser samtidig med, at der var mulighed for at opfylde livsvigtige behov som tør og sikker byggegrund, fersk vand, adgang til brændsel, mulighed for græsning for husdyr og egnede landingspladser for fiskefartøjer.
Sådanne steder lå dels ved kyster med større, åbne havområder i nærheden, dels ved snævre, strømfyldte farvande, som fiskene passerede under deres vandringer. Førstnævnte forhold fandtes i Danmark langs den jyske kyst ud mod Vesterhavet, langs Nordsjællands og Hallands Kattegatkyster og på Bornholm i Østersøen, sidstnævnte forhold på kysterne langs Øresund, Storebælt, Lillebælt og i Limfjorden. Nogle steder – særligt omkring Limfjorden – udvikledes kun få egentlige fiskerlejer. Her var fiskeriet en binæring, som landbrugere og husmænd udøvede i fiskesæsonen.

## Fiskerlejernes størrelse og indre opbygning
Fiskerlejernes størrelse måtte fortrinsvis bero dels på deres beliggenhed i forhold til fiskeegnede farvande, dels deres indbyrdes tæthed: gode fiskefarvande, hvor der kun var få fiskerlejer, muliggjorde, at disse kunne blive forholdsvis store. De mindste fiskerlejer talte færre end 10 husstande, mellemstore fiskerlejer 15-20 husstande, større fiskerlejer 20-50 huse og de største fiskerlejer mere end 50 husstande.
De mindre fiskerlejer kendetegnedes ved, at fiskerhusene lå i en eller to rækker, på begge sider af lejets gade, der normalt forløb parallelt med kysten. Eksempler herpå er Snekkersten, Skotterup, Espergærde, Humlebæk, Sletten fiskerlejer ved Øresundskysten. Større fiskerlejer udviklede side- og baggader, der oftest blev dannet som landskabet nu fremmede eller hæmmede menneskenes gang og for den udenforstående med ret tilfældige eller uigennemskuelige gadenet med gyder, stræder og slipper i alle retninger. Eksempler herpå er Hornbæk og Gilleleje ved Kattegatkysten. I beskrivelsen af Hornbæk i markbogen fra 1681 hedder det blandt andet:
"Hornbeck
Itt [et] Fiske-Leye.
4 smaae friering [fjerding] Gaarde
19 Landgilde Huuse
4 Holtz [træ] Huuse
...
Till huer af de 4re Fiernings-Gaarde ligger itt Indlycke [indelukke] og ellers enn Partij Huuse-Jord till Husene.."
Husene var oftest små bindingsværkshuse på 5-6 fag, og ejendommene omfattede udhuse, hvor fiskeudstyr, årer, sejl og andre materialer blev opbevaret.
Ved lejet fandtes en fælles stejleplads for tørring af fiskegarnene. I fiskerlejet fandtes sædvanligvis en tjæregryde og tjærelad. I områder, hvor der blev drevet bundgarnsfiskeri, var der plads til opbevaringen af bundgarnspæle af eg. Redskaber blev forberedt om vinteren i fiskerrønnerne. Bedning af kroge foregik som regel af fiskerkvinder, som sent om natten måtte bede krogene, som fiskeren skulle have med om morgenen ud til dagens fangst, som primært i sommersæsonen bestod af torsk og kuller.

## Fiskerlejernes historie
Fiskeriets betydning i familiehusholdningen kan opdeles i:
- dem, der ikke driver fiskeri overhovedet,
- lystfiskere, for hvem fiskeri er en fritidssyssel, og hvor den eventuelle fangst bruges i egen husholdning,
- bierhvervsfiskere, for hvem fiskeri er ikke er en hovednæringsvej, men hvor (en del af) fangsten sælges og dermed udgør et indkomsttilskud [deltidsfiskere gruppe A],
- sæsonfiskere, for hvem fiskeri ikke er en helårssyssel men alene udøves en del af året (i fiskesæsonen) og da udgør hovedindkomstkilden [deltidsfiskere gruppe B],
- fuldtidsfiskere, for hvem fiskeri udgør hovednæringsvejen hele året.

Det indbyrdes forhold mellem disse livsformer har skiftet gennem tiderne med de skiftende vilkår, som fiskerinæringen har været underkastet. På lignende måde har de bebyggelser, hvorfra fiskeriet har været drevet, igennem tiden skiftet karakter: ikke sjældent har fuldtidsfiskere haft husflid og/eller varefragt og krejleri som biindkomst og – når fiskeriet svigtede – søgt at modvirke indkomsttabet ved – for en tid – at gøre binæringernes betydning større. Det er således ikke ganske ubegrundet, når sammentællingsskemaet om næringsveje ved folketællingen 1845 indeholdt et punkt om "De, som have deres Næring af Søen".

### Middelalderen (tiden indtil 1536)
I middelalderen – og utvivlsomt også tidligere – udgjorde fisk en vigtig bestanddel af kosten i Europa. Med sine stærkt indskårne kyster og mange øer kunne fisk udnyttes som en naturlig næringskilde stort set overalt i Danmark. I middelalderen blev fisken i stort omfang tørret og nedsaltet og kunne fragtes langvejs. Fisk blev en vigtig handelsvare. Farvande, hvor fisk forekom i store mængder i sæsonen, blev derfor søgt af fiskere, gællekoner, karle og peger, fagkyndige og ufaglært arbejdskraft samt ikke mindst handelsfolk langvejs fra. Sildefangsten i Øresund havde allerede stor betydning i 1100-tallet. Især efter, at lybækkerne bragte salt fra Lüneburg med sig til Skånemarkedet fra omkring 1200, fik fiskeriet en voksende betydning.

#### Skånemarkedet
Skånemarkedet var utvivlsomt det vigtigste fiskested og -marked i middelalderen, af betydning ikke kun for Danmark men for det meste af Nordeuropa. I fiskesæsonen samledes folk fra det meste af Danmark, og samtidig sikrede tyske hansekøbmænd et omfattende opkøb af de fangede sild. Markedsfiskeriet var sårbart over for konjunktursvingninger og politiske kriser mellem de ulige økonomiske interessegrupper, og det skabte kun i ringe udstrækning grundlag for en fastboende befolkning. Uden for fiskesæsonen lå stedet mere eller mindre øde.
Ved siden af Skånemarkedet fandtes mindre markeder. Fra 1300-årene udgjorde tørfisk, almindeligvis torsk en vigtig udførselsvare fra Bergen i Norge. Torsk fangedes desuden ved Lofoten og ved Island. Omkring år 1400 fik Limfjordssilden betydning som handelsvare. Fiskeriet skete i forårsmånederne i Nibe Bredning, hvor silden søgte ind for at gyde. Andre markeder fandtes ved Albuen på Lolland, ved Helgoland og på Bornholm.

### Renæssancen (1536-1660)
En fastboende fiskerbefolkning ved kysterne synes i Danmark først at være opstået i begyndelsen af 1500-tallet. Fra begyndelsen eller midten af 1500-tallet omtales fiskeri og fiskerlejer i lensregnskaber og kancelliets skrivelser: foruden Island og Norge omtales i Vadehavet List på Sild, Søndre Rømø, Mandø, Fanø, Langli, Sønderside, langs den jyske kyst Vesterside, Nyminde, Højer, i Limfjorden Lundø, Nibe, i de indre farvande Skagen, Muldbjærg, Anholt, på Fyn Kogstved i Vindinge Sogn, Nordenhuse i Aunslev Sogn, Fiskerholt, Bøsøre og Refsøre i Hesselager Sogn, Skårupøre i Skårup Sogn – alle ved Storebælt, Bagenkop og Sandhagen på Langeland, Albuen, Møn, i Nordøstsjælland Kikhavn (25 fiskere), Saltboleje (13 fiskere), Rågeleje (24 fiskere), Krogskilde (12 fiskere), Gilleleje (70 fiskere), Villingebæk (27 fiskere), Hornbæk (21 fiskere), Ræveleje (4 fiskere), Ellekilde (4 fiskere), Boderne (5 fiskere) og Ålsgårde (3 fiskere), ved Øresundskysten Espergærde, Humlebæk (7 fiskere), Sletten (11 fiskere), Nivå (9 fiskere), Rungsted (14 fiskere), Smidstrup (8 fiskere) og Dragør, i Østersøen Bornholm, Øland, Hanø, i Skåne Simrishamn, Landskrone, Skåre, Falsterbo, Malmø, Kullen, Trelleborg, Ystad, Kåseberga, Abbekås og flere andre, i Halland Marstrand.
Det ser ud til, at fiskerlejerne har to oprindelsesårsager: i nogle tilfælde var der tale om en kystnær landsby, opstået som rydning i kystskoven, som fik et voksende element af fiskere. Eksempler herpå kan være blandt andre Munkerup, Smidstrup og Hornbæk i Nordøstsjælland. I andre tilfælde var der tale om sæsonfiskelejer, som efterhånden fik en fastboende fiskerbefolkning. Eksempler herpå er blandt andre Saltboleje, Rågeleje, Ræveleje og Gilleleje. I begge tilfælde har det været de gunstige fiskeriforhold, der har gjort det muligt for en fastboende befolkning hele året at ernære sig ved fiskeri. Fiskerlejet Sandhagen på Langeland synes derimod opstået på een gang. Ved siden af fiskeri har indbyggerne i mange tilfælde utvivlsomt tillige ernæret sig ved handel og skudefart. På fiskerlejet Sandhagen har man ved siden af fiskeriet holdt svin og får (især lam), endvidere kvæg (formentlig i mindre omfang), gæs og høns. Desuden har der boet håndværkere: smed, glarmester, skrædder og skomager, hvilket var tilladt efter recessen af 1558.

#### Vadehavet
Fiskeriet i Vadehavet især på fiskepladser ved Blåvandshuk og Fanø var betydeligt allerede i midten af 1500-tallet: Stedlige og udenlandske fiskere deltog i fiskeriet her; en kongelig skrivelse udstedt 1547 forpligter udenlandske fiskere, som fisker ved Sønderside til ikke at forlade fiskerlejerne, før de har betalt sandtold, som de gør det ved Vesterside. Ribe-borgere søgte i fisketiden fra marts til Sankt Hans disse fiskepladser i så stort antal, at byens øvrighed måtte henvende sig der, for at få dem til at betale skat.
Det største fiskerleje i Vadehavet var i slutningen af 1500-tallet Sønderside. 1581-82 var her otte skibe sysselsat med hvillingfangst og måtte betale 600 hvillinger i sandtold. Derudover var 32 skibe sysselsat med skuldefangst (rødspætter) og betalte 1200 skulder i afgift foruden otte krogbåde, der betalte 600 skuller i afgift. Borgere i Ribe og Varde, der som ejere af fiskerbåde såvel som i egenskab af fiskere var fritagne for afgift, havde andel i syv af hvillingskibene og ejede 13 af skulleskibene og syv af krogbådene.
Også Vesterside var et betydeligt fiskerleje: herfra udgik 25 skibe på hvillingfangst. På øen Langli hørte 5 hvillingskibe hjemme, heraf et ejet af en Ribe-borger. I Sønderho fandtes 26 hvillingskibe, hvoraf 12 tilhørte Ribe-borgere. Af i alt 6 skuldeskibe på Fanø (Sønderho og Nordby) ejede Ribe-borgere de 5.

#### Langeland
På Langeland lå i renæssancen to fiskerlejer ved Magleby Nor: Bagenkop ved norets inderste (sydligste) ende og Sandhagen ved norets indløb. Sandhagen var beboet mellem 1550 og 1617 og er derefter forladt. Sandhagen bestod af 16 husstande svarende til 18 hustomter, og Bagenkop var af tilsvarende størrelse.
På Langeland var der først og fremmest fiskeri efter torsk. Fiskeriet skete fra februar/marts til omkring Sankt Hans og atter fra oktober til omkring nytår. Fiskeriet synes fortrinsvis udøvet med fiskekroge med øje og modhage, fortrinsvis af jern, men enkelte af messing. Også fladfisk, sild og ål er blevet fisket her.
Ved siden af fiskeriet har beboerne på de langelandske fiskerlejer drevet fragtsejlads, formentlig til Kiel, Egernførde og Flensborg. Foruden fisk har de fragtet korn, svin, lam og ved. Sandsynligvis er varerne enten købt af langelandske bønder, eller der har været faste aftaler mellem landbrugere og fiskere/skippere om at sidstnævnte formidlede denne samhandel, til dels på førstnævntes vegne. Af hjembragte varer synes øl at have spillet en stor rolle.

#### Nedturen
Den storhedstid renæssancen udgjorde for fiskeriet synes at klinge ud i slutningen af 1500-tallet og de første årtier af 1600-tallet. Fiskeriet svigtede, og mange af datidens fiskerlejer forsvandt helt, mens andre indskrænkedes; vidnesbyrd om tomme fiskerhuse var talrige.
1586 klager sognepræsten på Mandø over, at hans indtægter forringes på grund af fiskeriets aftagen. Mandø, der 1581-82 havde fem skibe, havde 1598 kun to og 1602-03 betaltes overhovedet ikke sandtold. På Rømø begyndte klagerne 1632, og her fortsatte nedgangen i den grad, at fiskeriet helt blev opgivet; i stedet slog fiskerne sig på skibsfarten. På Fanø fiskedes 1598 med 40 skibe fra Nordby og 58 fra Sønderho, i 1632 for hele Fanø kun med 28 skibe. Fiskeriets stadig faldende betydning tvang efterhånden fiskerne over i andre næringer, ikke mindst fragtsejlads.
På Langeland forsvandt fiskerlejet Sandhagen atter omkring 1620, i Nordøstsjælland fiskerlejerne Villingebæk og Krogskilde ved Gilleleje, på Møn fiskerlejet Brøndehøje, foruden andre.

### Fiskerlejerne under den ældre enevælde (1660-1700)
Endnu i slutningen af 1600-tallet blev kun få steder betegnet som "fiskerleje", selvom indbyggernes hovednæring var fiskeri. Oftere anvendtes betegnelsen "fiskerhuse". Således hedder det i 1681 om Snekkersten: "Sneckesteens Huse ligende ud mod Stranden og er Fisker-Huuse", om Espergærde: "Espergierde er nogle Fisker Huuse", om Ellekilde: "Ellekilde Huuse ere tuende. ...Er Fiskerhuuse, ligger ud med Stranden, ernærer sig mest af Fiskeri" og om Bobakken: "Boebacken er it Fiskerhuus; nærer sig af Fiskerie". Samtidig fandtes i mange af disse kystbebyggelser en eller flere landbrugsejendomme, således omfattede Hornbæk fiskerleje 1681 "4 smaae fiering Gaarde, 19 Landgilde Huuse, 4 Holtz Huuse". Ligeledes var tiden kendetegnet ved, at skibsfart og varefragt endnu på denne tid var en binæring for fiskere og landbrugere snarere end en egen næringsvej.
Skattemandtallet 1662 udviste en udbredt tendens til, at fisk indgik som landgilde. Torsk ydedes fortrinsvis langs den jyske vestkyst fra Skallingen og omkring Ringkøbing Fjord, hvilling i Harboøre, Fjaltring og omkring Nissum Fjord, desuden i Odense Fjord og langs den fynske storebæltkyst, samt flere steder på Langeland, ål ydedes fortrinsvis omkring Limfjorden – ikke mindst på Mors (hvor de fleste landsbyer ydede ål), omkring Nibe og ved Hals – foruden flere steder spredt rundt om i landet, sild ydedes på Sydsjælland og Lolland, ved Limfjorden øst for Nibe og omkring Skive Fjord. Skønt få af disse steder var egentlige fiskerlejer, boede der utvivlsomt egentlige erhvervsfiskere i flere kystbyer.

### Fiskerlejerne i 1700-tallet (1700-1800)
I 1700-tallet blev fiskeriet fortsat drevet fra fiskerlejerne og af folk, som boede langs kysten, såkaldte strandsiddere.
I 1700-tallet anlagdes nye fiskerlejer, således Thorøhuse ved Assens og Dyreborg, begge på Fyn..
I slutningen af 1700-tallet begyndte bornholmerne som de første at sejle med kvaser. Kvaserne kunne fragte levende fisk i deres indbyggede damme, hvilket indebar, at man kunne levere fersk fisk til blandt andet det københavnske marked.
Overhovedet synes anden halvdel af 1700-tallet at være en storhedstid for fiskeriet. I flere tilfælde tales i samtidige skildringer om velstand i fiskerlejerne. En oversigt over fiskerlejer hos Nicolai Jonge fra 1777 af Nordøstsjælland giver dette billede: "Torbek, beliggende tæt ved Strandkanten, har 26 Huse, hvis Beboere ere Fiskere", "Skoushoved, ned ved Strandsiden, er et Fiskerleie, har 42 Huse, hvis Beboere ere Fiskere, som daglig forsyne Kiøbenhavns Borgere med Mængde af fersk Fisk, saasom: Flyndre, Torsk, Sild, Hornfisk, Makrel, som de paa Baade bringe ind til Staden", "Snekkersteen har 4 Boel og 14 Huse, er et Fiskerleie, beliggende tæt ned ved Stranden, har lutter teglhængte Huse, hvis Beboere ere fornemme Fiskere og Seilere, som ikke alleneste have god Næring af Havet ved deres idelige overflødige Fiskerie, da Sundet ved Snekkerstenen og Espegierde giver Mængde af alle Slags skiøen Strandfisk, men de drive endog Kiøbmandskab med de mange Skippere, som for Modvinds Skyld ofte maae legge sig til Ankers paa den saa kaldede Jyde-Rheed; ja disse Beboere have ogsaa selv store Baade og maadelige Fartøier, med hvilke de seile paa Jylland og andre Provinzer. Disse mange teglhængte Huse og smukke Bygninger, hvoriblant en grundmuret Gaard, hvortil er en privilegeret Kroe, giver dette Fiskerleie Anseelse af en liden Kiøbstæd", "Skotterup, 8 Huse", "Æspegierde har 2 Gaarde, eet Boel og 6 Huse, liggende ved Strandkanten, hvor der falder got Strandfiskerie", "Hornbek, Kirkebyen, har 4 Gaarde og 48 Huse, og er ellers et Fiskerleie ved Stranden. Dette Fiskerleie seer ud som en maadelig Kiøbstæd, formedelst sine smukke teglhængte Bygninger, hvis folkerige og formuende Beboere ere stræbsomme Fiskere, som leve af overflødig Strandfiskerie, saa og af deres Søefart; thi de besegler alle Provinzer med deres Fartøier. Disse Mænds Koner ere Tvettersker og Bleegfolk, som blege Klæder for Folk. Ællekilde har eet Boel. Aalsgaard har eet Boel og 27 Huse, og er et Fiskerleie, som beboes deels af Fiskere, deels af Gevæhrfabrikens Folk. Boderne har 2 Boel og eet Huus", "Sletten har 22 Huse og er et Fiskerleie, hvor lutter Fiskere boe, som tillige seile imellem Provinzerne", "Humlebek har 24 Huse og er et Fiskerleie", "Rogeleie er 5 Fiskerhuse", "Kirkebyen Gilleleie, har 56 Gaarde, som er et stort Fiskerleie, hvis Beboere ere velhavende Folk. Dette Fiskerleie er beliggende paa Siællands yderste nordlige Kant. Kirken er A 1556 af disse Fiskere selv bekostet og opbygt; men Aar 1746 er den af ny paa Kong Kristian den Siettes Bekostning opbygt", "Villingsbekhuse er 9 Boel, 3 Huse", "Lyenæs-Færgested har 5 Huse", "Kikhavns-Fiskeleie har 20 Huse".
For Bornholm gives ingen tal for bebyggelsens størrelse, men som fiskerlejer nævnes: Vang og Kaas i Ruthsker-Sogn, Tein i Olsker-Sogn, Røestad i Røe-Sogn, Gudhiem og Meelstad i Øster Larsker-Sogn, Bødelshavn og Ypnesstad i Øster-Mariæsogn, Listad og Aarsdale i Ibsker-Sogn, Snogebek i Poulsker-Sogn, Arnage i Nye Larsker-Sogn, i alt 12 fiskerlejer.
På Fyn i Kærum Sogn: "Thorøehuse, 7 i Tallet, paa Søebankerne, hvis Beboere nære sig meest af Strandfiskerie, som de føre til Assens."
I Vendsyssel var fiskeriet ofte forbundet med skibsfart: "Fladstrandsogn bestaaer af den Bye Fladstrand, som var tilforn ikkun en Bondebye og Fiskerleie tæt ved Havet; men da Fiskeriet lykkedes overmaade vel, saa begyndte Beboerne at fare med deres Brikker eller Flyndreskuder paa Kiøbenhavn og Norge, og have nu allerede en temmelig Handel, saa at Byen seer ud som en Kiøbstæd, hvis Huse ere bygte af Muur og Bindingsværk, og ere inddeelte i Gader og smaa Stræder eller Gyder, hvis Indvaanere ere handlende Kiøbmænd, Skippere, Lootser, Matroser og Fiskere, saa og Haandværksmænd, foruden dem af Militairetaten og de kongelige Toldbetientere. Uagtet Fladstrand er ingen Kiøbstæd og har ingen Kiøbstæds Privilegier, saa svarer dog Byen Indqvartering og Konsumtion, ligesom andre Kiøbstæder." "Ved Fladstrand falder skiønt Fiskerie af Stranden, om Sommeren Flyndre, Pigvare, Tunger, Hummere, Krabber; men om Vinteren fra Mikelsdag til Juul falder Koller, Torsk, Langer." "Løkken, et Fiskerleie og tillige en Handelsplads, hvis Beboere ere velhavende Folk; thi de bruge ingen Avling, men derimod have de nogle Sandskuder eller Fartøier, med hvilke de fare bestandig paa Norge med alle Slags af Landets Produkter, og hiembringe tilbage med sig Tømmerlast, Bræder, Jern, Kakkelovne, Tiære, hvad Bønderne behøve, saa at de have her temmelig Kiøbmandshandel. Disse Sandskuder her i Løkken høre under Tolderens Tolddistrikt i Kiøbstæden Hiørring." "Blokhusene, hvilke ligge paa Strandkanten ud til Vesterhavet, og ere 6 Selveierbøndergaarde, der bruge Avling og Fiskerie; men især føre de Handel med deres 4 Sandskuder, hvormed de seile paa Norge, hvorhen de føre Kornvahre og Fedevahre, samt Lerreder, og hiemmegiort Tøi, og føre tilbage igien adskillig Slags Tømmerlast, og saaledes drive en temmelig Handel; ved disse Blokhuse er en god Havn for deres Sandskuder. For deres Fartøiers indehavende Ladning maae de klarere og erlegge Told hos den kongelige Tolder i Kiøbstæden Hiørring" Om Nørresundby: "Byen har stor Næring baade som Færgested og som Fiskerleie. Her er got Fiskerie baade om Høst og Vaar. Her holdes ogsaa fire aarlige Markeder med Bønderredskaber og Trævahre." "Strandmændene paa Hanstholm ved Vesterhav fik af Kong Friderik den Tredie Aar 1666 Bevilgning, at de med deres Sandskuder maae ubehindret seile til Norge og søge Fiskerie i Havet, mod Tolds Erlæggelse." Om Agger: "Sognets Beboere have nu slet intet Pløieland, da de dog tilforn have havt Ejendomsjord til 28 Plove; men ere Landets allerelændigste Fattige, hvis eneste Næring til Livs Ophold er lidt Fiskerie i Ørumsøe, Liimfiorden og Vesterhavet".

### Fiskerlejerne i 1800-tallet (1800-1870)
Endnu i begyndelsen af 1800-tallet var fiskeri og fragtsejlads ofte virksomheder udøvede fra samme sted. Således omtales Hauge og Stige ved Odense Fjord i 1806 som bekendte fiskerlejer, skønt de tillige var udhavne for Odense.

### Fiskerlejerne i den industrielle tidsalder (1870 og senere)
Endnu i 1800-tallet lå de fleste fiskerlejer i Nordvestjylland, ved den sydfynske kyst, i Nordsjælland og på Bornholm. Helt op i 1800-tallet var de fleste fiskerlejer ret små, med fra under 100 til omkring 200 indbyggere, enkelte dog større. Fiskerlejernes fremtoning var lidt uens beroende på de landskabelige forhold. De nordsjællandske fiskerlejer lå sædvanligvis med husene i to rækker langs kysten med en gade gennem bebyggelsen. Bådene blev trukket op på den flade strandbred, og ved lejet fandtes en stejleplads for tørring af fiskegarnene. I tilknytning til hvert enkelt fiskerleje fandtes sædvanligvis en tjæregryde. Frem til indførelsen af nylongarn i midten af 1950’erne var fiskenet tilvirkede af hør, hamp eller bomuld. Sådanne net kunne ikke sættes rå i havet, da de i så fald hurtigt ville blive ødelagte af råd- eller bakterieangreb. Derfor var det nødvendigt at imprægnere garnene. Dette skete med tjære, hvilket samtidig gav garnene et beskyttende lag mod slid fra strøm og bølger. Tjæren blev opvarmet for at få den tyndtflydende og for at vandindholdet kunne dampe af. I den varme tjære dyppedes garnene, som forinden var tørrede på stejlepladsen. De færdigtjærede garn lempedes op på tjæreladdet, som var en skråtstillet tremmebakke med afløb til gryden. For at få de tjæretunge garn, især de store vod og bundgarn op på tjæreladet brugtes en garnvinde, der var anbragt over tjæreladet. Garnvinden drejedes med et håndsving. På ladet blev garnene lagt således, at det igen var let at tage fat i, når det skulle flyttes over på en vogn og videre til ophængning på stejlepladsen. Garntjæring foregik et par gange i løbet af en fiskesæson, som kunne vare 9-10 måneder, alt efter vejrliget. Tjæren var stenkulstjære. En imprægneringsmåde, som gjorde garnene endnu mere bestandige, var at barke dem inden tjæringen. I barkkedlen lavede man et afkog af ege- eller birkebark; nogle steder brugte man granbark og grankogler. I denne barksuppe måtte garnene koges i omkring en halv time, inden ilden slukkedes. Nettene blev liggende i afkoget natten over. Derefter blev de skyllet i strandkanten og derpå tørrede, inden de var klare til tjæring. Lettere redskaber som rødspættegarn, hornfiskegarn, krogliner og lignende blev kun barkede. Det bedste middel til barkning var imidlertid kateku (et garvesyreekstrakt afkogt og inddampet af bark og kerneved fra en tropisk akacieart, Acacia catechu), hvilket blev indført og forhandlet fra omkring midten af 1800-tallet og frem til 1960’erne. Barkning skete med omkring en måneds mellemrum i fiskesæsonen. Et velimprægneret garn vedligeholdtes med koldtjæring, som skete med en tyndtflydende tjære.
Men selvom fiskeriet fortsat blev udøvet fra de gamle fiskerlejer, fik de fleste af disse fra 1870 og i de næste to menneskealdre en egentlig havn, ligesom andre næringsgrene vandt frem, og derved de skiftede karakter til fiskeribyer. Undtagelser herfra udgøres alene af et mindre antal fiskerlejer i Thy: Klitmøller, Lild Strand, Lønstrup, Nørre Vorupør, Sønder Vorupør og Thorup Strand, hvor fiskerbådene fortsat er blevet trukket op på strandbredden.

## Antallet af fiskerlejer
Omkring 1870 fandtes 65 steder angivne som fiskerlejer, fortrinsvis i Nordjylland, i Nordsjælland og på Bornholm. I Danmarks Statistiks opgørelser over bymæssige bebyggelser fra 1880 til 1955 findes indtil 21 bebyggelser angivne som fiskerlejer, men hverken den ene eller den anden kilde synes at give et fyldestgørende billede, hvortil kommer de vanskeligheder som er forbundet med til- og afgange og med afgrænsningen i forhold til ladepladser og skipperbyer. Af folketællingernes oplysninger om indbyggernes næringsveje fremgår desuden, at der også i flere købstæder fandtes et stort antal fiskere, selvom disse udgjorde en mindre del af indbyggerne (i Skagen udgjorde fiskerne dog endnu 1911 omkring 40% af befolkningen). For 20 af de som fiskerlejer angivne bebyggelser er af Danmarks Statistik for 1930 opgjort indbyggernes næringsveje fordelt på hovedgrupper (hvor fiskeri og landbrug desværre er lagt sammen). Af opgørelsen fremgår, at i 11 af disse udgjorde de sysselsatte i gruppen fiskeri og landbrug mere end halvdelen af indbyggerne; dertil kan lægges to ladepladser, tre byer uden nærmere angivelse og een ø, hvis indbyggere ligeledes for mere end halvdelens vedkommende var sysselsat ved fiskeri m.m. For 7 som fiskerlejer angivne bebyggelsers vedkommende udgjorde fiskeri m.m. mere end en tredjedel men mindre end halvdelen af de næringsdrivende; disse steder kunne måske anses for strandbyer (eller havnebyer) snarere end fiskerlejer (dertil kommer i givet fald yderligere 6 andre bebyggelser).